# کیمبرلی وودز
کیمبرلی وودز (انگلیسی: Kimberley Woods؛ زادهٔ ۸ سپتامبر ۱۹۹۵) قایقران کایاک اهل بریتانیا است.
وی در مسابقات کشوری و بین‌المللی در مجموع برندهٔ ۲۲ مدال طلا، ۱۳ مدال نقره، ۱۹ مدال برنز شده است.